# RAC Tourist Trophy 1959

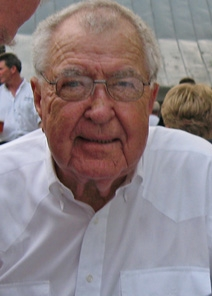
Carroll Shelby sicherte als Partner von Stirling Moss und Jack Fairman mit dem Sieg in Goodwood Aston Martin den Titel in der Sportwagen-Weltmeisterschaft

Die 24. RAC Tourist Trophy, auch News of The World sponsor the 24th R.A.C. Tourist Trophy Race, Goodwood, fand am 5. September 1959 auf dem Goodwood Circuit  statt und war der fünfte und letzte Wertungslauf der Sportwagen-Weltmeisterschaft dieses Jahres.

## Vor dem Rennen
Mit knappem Vorsprung in der Weltmeisterschaft der Marken kam die Scuderia Ferrari zum letzten Saisonlauf des Championats nach Goodwood. Die Rennmannschaft von Ferrari führte mit 18 Punkten zwei Zähler vor Aston Martin. Einen weiteren Punkt dahinter lag die Werksmannschaft von Porsche. Die Scuderia hatte durch Dan Gurney und Chuck Daigh das Saisoneröffnungsrennen in 1959 gewonnen und die weiteren Zähler durch Podiumsplätze am Nürburgring und in Le Mans erreicht. Aston Martin hatte bis zum dritten Saisonlauf noch keinen einzigen Weltmeisterschaftspunkt eingefahren, dann aber durch Stirling Moss und Jack Fairman das Rennen am Nürburgring für sich entschieden. Auch in Le Mans triumphierte Aston Martin. Diesmal pilotierten Carroll Shelby und Roy Salvadori den siegreichen Aston Martin DBR1/300.
Bei der Targa Florio feierten Edgar Barth und Wolfgang Seidel den ersten Erfolg für Porsche bei einem Rennen der Sportwagen-Weltmeisterschaft.

## Das Rennen
Die Scuderia Ferrari kam mit vier Werkswagen nach England. Drei Ferrari 250 Testa Rossa, einer davon mit Fantuzzi-Spyder-Karosserie, wurden von Olivier Gendebien, Phil Hill, Cliff Allison, Tony Brooks und Dan Gurney gefahren. Der vierte Ferrari war ein Dino 196S, pilotiert von Giorgio Scarlatti und Ludovico Scarfiotti.
Aston Martin setzte drei DBR1/300 ein. Ein vierter wurde privat eingesetzt. Die drei Werkswagen wurden von Carroll Shelby, Jack Fairman, Stirling Moss, Maurice Trintignant, Paul Frère und Roy Salvadori gefahren. Das Cockpit des vierten 3-Liter-Aston Martin teilten sich Graham Whitehead und Henry Taylor.
Im Rennen dominierte vom Start weg der Trainingsschnellste Stirling Moss im Aston Martin mit der Nummer 1. Wenn es der Aston Martin-Rennmannschaft und der Leitung von Teamchef John Wyer gelingen sollte, das Rennen zu gewinnen, musste Ferrari auf Grund der Streichresultate zumindest den zweiten Rang erreichen, um den Weltmeistertitel verteidigen zu können. Ferrari kam jedoch früh ins Hintertreffen. Der Dino 196S fiel wegen einer defekten Hinterrad-Aufhängung aus und der Testa Rossa von Hill und Allison hatte einen Motorschaden. Hill und Allison wechselten daraufhin in die beiden verbliebenen Testa Rossa. Die Ferrari konnten das hohe Tempo der Aston Martin nicht mitfahren; auch der Porsche 718 RSK von Wolfgang von Trips und Joakim Bonnier fuhr beständig schnellere Rundenzeiten als die beiden Ferrari.
Alles schien für Aston Martin zu laufen, als Roy Salvadori, der den Wagen inzwischen von Moss übernommen hatte, zum zweiten Tankstopp vor den Boxen anhielt. Beim Nachfüllen des Treibstoffes schwappte dieser über und entzündete sich am heißen Motor. In kurzer Zeit stand der DBR1/300 und die größtenteils aus Holz gebauten Boxenanlagen in Flammen. Beides konnte rasch gelöst werden, aber der Wagen war ausgefallen und Rennleiter Reg Parnell und seine Mitarbeiter hatten keine Boxen mehr. Graham Whitehead nahm seinen Wagen daraufhin sofort aus dem Rennen und ermöglichte der Aston-Martin-Crew den Wechsel in seine Boxen. Moss wechselte zu Shelby und Fairman und fuhr mit seinen Teamkollegen einen sicheren Sieg heraus.
Nach seinem letzten Tankstopp holte Tony Brooks im Testa Rossa mit der Nummer 10 gegen den Porsche von Wolfgang von Trips auf. Bei jeder Vorbeifahrt hielt Ferrari-Rennleiter Romolo Tavoni von Trips eine Tafel mit der Aufschrift SLOW vor das Auto. Als man dies bei der Teamleitung von Porsche bemerkte machte Joakim Bonnier dasselbe mit Brooks. Im Ziel fehlten Brooks zwei Sekunden auf den notwendigen zweiten Rang und Aston Martin gewann zum ersten Mal den Weltmeistertitel.

## Ergebnisse

### Schlussklassement
| 1               | S 3.0 | 2  | David Brown                     | Carroll Shelby Jack Fairman Stirling Moss             | Aston Martin DBR1/300             | 224 |
| 2               | S 2.0 | 22 | Porsche Team                    | Wolfgang von Trips Joakim Bonnier                     | Porsche 718 RSK                   | 223 |
| 3               | S 3.0 | 10 | Scuderia Ferrari                | Olivier Gendebien Phil Hill Cliff Allison Tony Brooks | Ferrari 250 TR 59 Fantuzzi Spyder | 223 |
| 4               | S 3.0 | 3  | David Brown                     | Maurice Trintignant Paul Frère                        | Aston Martin DBR1/300             | 221 |
| 5               | S 3.0 | 9  | Scuderia Ferrari                | Tony Brooks Dan Gurney                                | Ferrari 250TR59                   | 220 |
| 6               | S 1.1 | 33 | Lola Cars                       | Peter Ashdown Alan Ross                               | Lola MK1                          | 210 |
| 7               | S 3.0 | 7  | Ecurie Ecosse                   | Ron Flockhart John Bekaert                            | Jaguar D-Type                     | 209 |
| 8               | S 1.1 | 34 | Lola Cars                       | Bob Hicks Dick Prior                                  | Lola MK1                          | 208 |
| 9               | S 1.1 | 36 | Elva Racing Team                | Mike McKee Cedric Brierley                            | Elva MK.V                         | 206 |
| 10              | S 1.1 | 35 | Lola Cars                       | Bernard Cox Colin Escott                              | Lola MK1                          | 202 |
| 11              | S 1.1 | 31 | Team Lotus                      | Keith Greene Tony Marsh                               | Lotus 17                          | 199 |
| 12              | S 2.0 | 23 | Dr. Porsche                     | Edgar Barth Umberto Maglioli                          | Porsche 718 RSK                   | 197 |
| 13              | S 1.1 | 38 | Elva Racing Team                | John Brown Chris Steele                               | Elva Mk.IV                        | 171 |
| 14              | S 1.1 | 39 | John Campbell-Jones             | John Campbell-Jones John Horridge                     | Lotus Eleven                      | 154 |
| Ausgefallen     |       |    |                                 |                                                       |                                   |     |
| 15              | S 3.0 | 1  | David Brown                     | Stirling Moss Roy Salvadori                           | Aston Martin DBR1/300             |     |
| 16              | S 3.0 | 4  | Graham Whitehead                | Graham Whitehead Henry Taylor                         | Aston Martin DBR1/300             |     |
| 17              | S 3.0 | 5  | John Dalton                     | John Dalton David Shale                               | Aston Martin DB3S                 |     |
| 18              | S 3.0 | 6  | Ecurie Ecosse                   | Jim Clark Masten Gregory                              | Tojeiro                           |     |
| 19              | S 3.0 | 8  | Taylor & Crawley                | Peter Blond Jonathan Sieff                            | Lister                            |     |
| 20              | S 3.0 | 11 | Scuderia Ferrari                | Phil Hill Cliff Allison                               | Ferrari 250TR59                   |     |
| 21              | S 2.0 | 21 | Scuderia Ferrari                | Giorgio Scarlatti Ludovico Scarfiotti                 | Ferrari Dino 196S                 |     |
| 22              | S 2.0 | 24 | Dr. Porsche                     | Hans Herrmann Chris Bristow                           | Porsche 718 RSK                   |     |
| 23              | S 2.0 | 25 | John Coombs Racing Organisation | Jack Brabham Bruce McLaren                            | Cooper Monaco T49                 |     |
| 24              | S 2.0 | 26 | Taylor & Crawley                | Michael Taylor Christopher Martyn                     | Lotus 15                          |     |
| 25              | S 2.0 | 27 | Dickson Motors                  | Tom Dickson Jim Mackay                                | Lotus 15                          |     |
| 26              | S 2.0 | 28 | Dorchester Service Station      | David Piper Bruce Halford                             | Lotus 15                          |     |
| 27              | S 2.0 | 29 | Team Lotus                      | Graham Hill Alan Stacey                               | Lotus 15                          |     |
| 28              | S 1.1 | 32 | Team Lotus                      | Innes Ireland Jay Chamberlain                         | Lotus 17                          |     |
| 29              | S 1.1 | 37 | Elva Racing Team                | Chris Threlfall Tom Threlfall                         | Elva MK.V                         |     |
| 30              | S 1.1 | 40 | Cranham Service Station         | Peter Arundell Jack Westcott                          | Lotus Eleven                      |     |
| Nicht gestartet |       |    |                                 |                                                       |                                   |     |
| 31              | S 3.0 | T  | David Brown                     | Paul Frère Jack Fairman Roy Salvadori Stirling Moss   | Aston Martin DBR1/300             | 1   |

1 Trainingswagen

### Nur in der Meldeliste
Zu diesem Rennen sind keine weiteren Meldungen bekannt.

### Klassensieger
| Klasse | Fahrer             | Fahrer         | Fahrer        | Fahrzeug              | Platzierung im Gesamtklassement |
| ------ | ------------------ | -------------- | ------------- | --------------------- | ------------------------------- |
| S 3.0  | Carroll Shelby     | Jack Fairman   | Stirling Moss | Aston Martin DBR1/300 | Gesamtsieg                      |
| S 2.0  | Wolfgang von Trips | Joakim Bonnier |               | Porsche 718 RSK       | Rang 2                          |
| S 1.1  | Peter Ashdown      | Alan Ross      |               | Lola MK1              | Rang 6                          |

### Renndaten
- Gemeldet: 31
- Gestartet: 30
- Gewertet: 14
- Rennklassen: 3
- Zuschauer: unbekannt
- Wetter am Renntag: warm und trocken
- Streckenlänge: 3,862 km
- Fahrzeit des Siegerteams: 6:00:46,800 Stunden
- Gesamtrunden des Siegerteams: 224
- Gesamtdistanz des Siegerteams: 865,183 km
- Siegerschnitt: 143,885 km/h
- Schnellste Trainingszeit: Stirling Moss – Aston Martin DBR1/300 (#1) – 1:31,400 = 152,464 km/h
- Schnellste Rennrunde: Tony Brooks – Ferrari 250TR59 (#9) – 1:31,800 = 151,468 km/h
- Rennserie: 5. Lauf zur Sportwagen-Weltmeisterschaft 1959